# StylipS
StylipS（スタイリップス）は、スタイルキューブ所属の声優ユニット。所属レーベルはLantis。
ユニットのコンセプトは「夢は一緒にかなえたい」。

## 略歴
2011年12月に公式サイトや特設サイトがオープンして、スタイルキューブに所属する石原夏織、能登有沙、小倉唯、松永真穂の4人で活動を開始し、28日に初のイベント『Brand-new Style volume zero〜はじめまして!StylipSです!!〜』が池袋のサンシャインシティ噴水広場にて行われた。
2012年2月8日、デビューシングル「STUDY×STUDY」をリリースした。
2013年4月24日、1stベストアルバム『THE LIGHTNING CELEBRATION』を発売。それをもってメンバーの石原夏織、小倉唯の卒業が4月20日に発表された。
同年4月27日、新メンバーとしてスタイルキューブ研修生だった豊田萌絵と伊藤美来の加入が発表され、7月24日に新体制で初のリリースとなる4thシングル「Prism Sympathy」を発売。
2015年夏頃から、松永の体調不良によるイベント欠席が続き、能登、豊田、伊藤の3名体制での出演が多くなった。同年9月20日の「あに☆ぱら ～anime paradise～ 2015 in 名古屋」に出演する際に、3名体制の場合は『StylipS☆☆☆(スタイリップストライスター)』という名義を使用するという告知があった。ただし、この名義が使用されたのは同イベントのみであった。
2016年5月23日、オフィシャルサイト内で松永真穂の卒業が発表された。
3名体制となって以降の活動は、ナゴヤアニソンフェス2016in名古屋城と、2017年3月18日に開催された豊田萌絵のバースデーイベント「豊田萌絵 Birthday Party 2017 ～22歳になったよーにゃんにゃん(=＾・ω・＾=)～」の2イベントにシークレット出演したのみであった。豊田のバースデーイベントの参加を最後に事実上の活動休止。後の2019年に能登もスタイルキューブを離れている。
デビュー10周年に当たる2022年、8月27日の「Animelo Summer Live 2022 -Sparkle-」2日目にサプライズゲストとして出演し、石原、小倉、豊田、伊藤の4名にて一夜限りの再結成を果たした。なお、豊田以外はソロ名義や別作品のユニットのメンバーとして当初からの出演者に含まれていた。翌日の8月28日には既存曲全曲がサブスクリプション解禁し、未音源化楽曲だった「ドラマティック＊サイクル」と「閃光リフレイン」も順次配信された。

## メンバー

### 2016年5月23日時点のメンバー
能登有沙（のと ありさ）
1988年12月26日生まれ。千葉県出身。キャッチコピーは「今日もポニーテールでスイッチON(´∀`)」。
ほとんどの曲の振り付けを担当している。
「StylipSのステージの支配者担当」
2019年にスタイルキューブを離れエルアンドエル・ビクターエンタテインメントに移籍したこともあり、前述の2022年の再結成には参加していない。
豊田萌絵（とよた もえ）
1995年3月15日生まれ。茨城県出身。2012年第1回スタイルキューブ声優オーディション合格。
「全国のお兄ちゃんの成績を下げてしまう魔性の妹担当」
伊藤美来（いとう みく）
1996年10月12日生まれ。東京都出身。2012年第1回スタイルキューブ声優オーディション合格。
「学級委員担当」

### 元メンバー
石原夏織（いしはら かおり）
1993年8月6日生まれ。千葉県出身。キャッチコピーは「みんなのFUSHIGIを解決ちゃん(´∀`)ﾉ゛♥」。
StylipS卒業後の2013年9月にスタイルキューブを離れたが2017年に復帰しており、2022年には前述の「Animelo Summer Live」にて再結成メンバーとして参加した。
小倉唯（おぐら ゆい）
1995年8月15日生まれ。群馬県出身。キャッチコピーは「ラムもぐラムもぐラムもぐもぐ ラムもぐラムもぐ小倉唯ヽ(＞ε＜)ノ」。
StylipS卒業後の2013年9月にスタイルキューブを離れたが2022年に復帰しており、同年に前述の「Animelo Summer Live」にて再結成メンバーとして参加した。
松永真穂（まつなが まほ）
1993年1月23日生まれ。東京都出身。キャッチコピーは「乙女ロック まほちゆ!!(・∀・)♥♥」。
「セクシーな乙女ロック担当」
StylipS卒業後の2018年に芸能界から引退したことや、引退後に身体障害を負ったこともあり、前述の2022年の再結成には参加していない。

## ディスコグラフィ

### シングル
|             | 発売日        | タイトル               | 規格品番                               | 規格品番   | オリコン 最高位 |
| CD+DVD / BD | 発売日        | タイトル               | CD                                     |            | オリコン 最高位 |
| ----------- | ------------- | ---------------------- | -------------------------------------- | ---------- | --------------- |
| 1st         | 2012年2月8日  | STUDY×STUDY            | LACM-34905                             | LACM-4905  | 18位            |
| 2nd         | 2012年5月16日 | MIRACLE RUSH           | LACM-34920                             | LACM-4920  | 13位            |
| 3rd         | 2012年8月22日 | Choose me♡ダーリン     | LACM-34974                             | LACM-4974  | 10位            |
| 4th         | 2013年7月24日 | Prism Sympathy         | LACM-34112                             | LACM-14112 | 26位            |
| 5th         | 2014年2月26日 | NOVAレボリューション   | LACM-34195（BD付） LACM-34196（DVD付） | LACM-14196 | 77位            |
| 6th         | 2014年5月21日 | 純粋なフジュンブツ     | LACM-14217                             | LACM-14218 | 46位            |
| 7th         | 2015年3月4日  | 迷々コンパスはいらない | LACM-14319                             | LACM-14320 | 37位            |
| 8th         | 2015年5月27日 | ギブミー・シークレット | LACM-34349                             | LACM-14349 | 49位            |

#### 配信シングル
| 配信開始日     | タイトル                 |
| -------------- | ------------------------ |
| 2022年8月28日  | ドラマティック＊サイクル |
| 2022年11月23日 | 閃光リフレイン           |

### アルバム
|            | 発売日         | タイトル                            | 規格品番                      | 規格品番   | オリコン 最高位 |
| 初回限定盤 | 発売日         | タイトル                            | 通常盤                        |            | オリコン 最高位 |
| ---------- | -------------- | ----------------------------------- | ----------------------------- | ---------- | --------------- |
| 企画       | 2013年1月9日   | StylipS Anniversary Disc Step One!! | LACA-35267                    | LACA-15267 | 13位            |
| 1stベスト  | 2013年4月24日  | THE LIGHTNING CELEBRATION           | LACA-35294 (A) LACA-35295 (B) | LACA-15295 | 9位             |
| 2nd        | 2014年11月26日 | THE SUPERNOVA STRIKES               | LACA-35463 (A) LACA-35464 (B) | LACA-15464 | 54位            |

### 参加作品
| 発売日         | 商品名                                                     | 歌 | 楽曲                                      | 備考                                                               |
| -------------- | ---------------------------------------------------------- | --- | ----------------------------------------- | ------------------------------------------------------------------ |
| 2013年3月27日  | この中に1人、妹がいる！ OP&ED キャラクターメドレーソングCD | StylipS、鶴眞心乃枝（石原夏織）、神凪雅（佐倉綾音）、国立凛香（竹達彩奈）、天導愛菜（大亀あすか）、嵯峨良芽依（日高里菜） 、宝生柚璃奈（小倉唯） | 「中妹 Non-Stop Remixed by エイプリルズ」 | テレビアニメ『この中に1人、妹がいる!』関連曲                       |
| 2023年11月29日 | 「ガンダムビルドシリーズ」10周年 BEST Collection           | StylipS | 「迷々コンパスはいらない」                | テレビアニメ『ガンダムビルドファイターズトライ』エンディングテーマ |

### タイアップ曲
| 楽曲                                        | タイアップ                                                                               |
| ------------------------------------------- | ---------------------------------------------------------------------------------------- |
| STUDY×STUDY                                 | テレビアニメ『ハイスクールD×D』エンディングテーマ                                        |
| STUDY×STUDY                                 | テレビ東京『アニソンぷらす』2012年1月度エンディングテーマ                                |
| MIRACLE RUSH                                | テレビアニメ『咲-Saki-阿知賀編 episode of side-A』オープニングテーマ                     |
| Choose me♡ダーリン                          | テレビアニメ『この中に1人、妹がいる!』オープニングテーマ                                 |
| Brand-new Style!! 〜魔法みたいなShow time〜 | テレビアニメ『この中に1人、妹がいる!』挿入歌                                             |
| 初恋EVOLUTION                               | テレビアニメ『この中に1人、妹がいる!』挿入歌                                             |
| TSU・BA・SA                                 | テレビアニメ『咲-Saki-阿知賀編 episode of side-A』スペシャルエピソードオープニングテーマ |
| Prism Sympathy                              | テレビアニメ『Fate/kaleid liner プリズマ☆イリヤ』エンディングテーマ                      |
| NOVAレボリューション                        | アニメ映画『どーにゃつ』エンディングテーマ                                               |
| 純粋なフジュンブツ                          | テレビアニメ『マンガ家さんとアシスタントさんと』オープニングテーマ                       |
| Spica.                                      | テレビアニメ『マンガ家さんとアシスタントさんと』エンディングテーマ                       |
| Melancholic Sunshine                        | テレビ東京『アニメマシテ』2014年11月度エンディングテーマ                                 |
| 迷々コンパスはいらない                      | テレビアニメ『ガンダムビルドファイターズトライ』エンディングテーマ                       |
| ギブミー・シークレット                      | テレビアニメ『ハイスクールD×D BorN』エンディングテーマ                                   |
| 閃光リフレイン                              | PS4専用ゲーム『フェアリーフェンサー エフ ADVENT DARK FORCE』オープニングテーマ           |
| ドラマティック＊サイクル                    | OAD『咲日和』オープニングテーマ                                                          |
| 能登有沙（from StylipS）                    |                                                                                          |
| わがままバディー                            | ブラウザゲーム『My sweet ウマドンナ2 〜ウマすぐ Kiss Me〜』エンディングテーマ            |
| Blue Moon Dream                             | アニメ映画『AURA 〜魔竜院光牙最後の闘い〜』イメージソング                                |
| Fate of Faith                               | PS4専用ゲーム『フェアリーフェンサー エフ ADVENT DARK FORCE』エンディングテーマ           |
| Fantastic Field                             | PS4専用ゲーム『フェアリーフェンサー エフ ADVENT DARK FORCE』エンディングテーマ           |
| 松永真穂（from StylipS）                    |                                                                                          |
| Resonant world                              | PS3専用ゲーム『フェアリーフェンサー エフ』オープニングテーマ                             |

## 出演

### テレビ
- ハイスクールD×D ハーレム直前SP（2011年12月19日、AT-X）
- ハイスクールD×D 連載動画企画『StylipSスター声優への道!』（2012年1月1日 - 3月18日、AT-X）
- アニソンぷらす（2012年1月30日、テレビ東京）[12]

### ラジオ
- Lip Style!!（2012年10月6日 - 2015年6月27日、bayfm） - DJ：能登有沙[18]

### WEBラジオ
- ハイスクールD×D 駒王学園 裏オカルト研究部（2011年12月12日 - 2012年3月19日、HiBiKi Radio Station）

### ラジオCD
- ラジオCD「ハイスクールD×D 駒王学園 裏オカルト研究部」（2012年）

### ライブ・イベント
- Brand-new Style volume zero〜はじめまして!StylipSです!!〜（2011年12月28日、サンシャインシティ噴水広場）[1][3]
- ミクの日大感謝祭（2012年3月8日、TOKYO DOME CITY HALL）
- Brand-new Style volume one SIDE-A "MIRACLE PARTY"（2012年5月16日、サンシャインシティ噴水広場）
- Brand-new Style volume one SIDE-B "PARTY RUSH"（2012年5月27日、新宿FACE）
- このイベントの中に1人、妹がいる!?（2012年7月16日、横浜BLITZ）
- MF文庫J 10周年記念 夏の学園祭 この中に1人、妹がいる!?ステージ（2012年7月29日、秋葉原UDX）
- Animelo Summer Live 2012 -INFINITY∞-（2012年8月25日、さいたまスーパーアリーナ）
- Brand-new Style volume two "Crazy Romance!!"（2012年9月1日、Zepp Tokyo）
- 咲-Saki-フェス 四角い宇宙でSquarePanic!（2012年10月28日、中野サンプラザ）
- この中に1人、妹がいる! Vol.1 Blu-ray＆DVD発売記念イベント（2012年12月23日、科学技術館サイエンスホール）
- Brand-new Style!! volume three "いつだって僕らはBrand-new Style!!"（2013年7月14日、サンシャインシティ噴水広場）
- Brand-new Style!! volume four "プリズム☆セレブレイション"（2013年8月3日、渋谷WWW、2回公演）
- きたまえ↑ 札幌☆マンガ・アニメフェスティバル（2013年8月31日、札幌芸術の森）
- Brand-new Style volume five “超新星爆撃”（2014年3月2日、サンシャインシティ噴水広場）
- Fate/kaleid liner プリズマ☆イリヤ マジカルフェスティバル（2014年4月13日、日比谷公会堂）
- Brand-new Style volume six “春の乙女大三角”（2014年6月15日、原宿アストロホール）
- 15th Anniversary Live ランティス祭り 2014
  - 関西公演（2014年7月27日、万博記念公園もみじ川芝生広場）
  - 関東公演（2014年9月14日、潮風公園太陽の広場）
  - 東北公演（2014年11月16日、ゼビオアリーナ仙台
- StylipS クリスマススペシャルライブ★SUPERSONIC HOLY NIGHT in ニコファーレ（2014年12月24日、ニコファーレ）
- StylipS FIRST LIVE TOUR 2015 THE SUPERSONIC SUPERNOVA
  - （2015年3月22日、名古屋 ライブホール M.I.D）
  - （2015年3月28日、ESAKA MUSE）
  - （2015年4月19日、TOKYO DOME CITY HALL）
- Fate/kaleid liner プリズマ☆イリヤ マジカルパーティー（2015年6月27日、日テレらんらんホール）
- 山中湖×アニダンGRAND PRIX 2015〜ANIME×DANCE×COSTUME〜（2015年7月26日、山中湖交流プラザきらら シアターひびき）
- SPLASH LIVE! GIRLS SUMMER 2015 Produced by アニぱら音楽館（2015年8月2日、STUDIO COAST）
- あに☆ぱら 〜anime paradise〜 2015 in 名古屋（2015年9月20日、日本特殊陶業市民会館 ビレッジホール）
- Milk Lariat Vol.8 〜続・MOE BREAK 2000〜（2016年2月7日、堂島リバーフォーラム）
- ナゴヤアニソンフェス2016in名古屋城（2016年8月6日、名古屋城二の丸広場 特設野外ステージ）
- Animelo Summer Live 2022 -Sparkle-（2022年8月27日、さいたまスーパーアリーナ）

### 映像作品
StylipS名義での映像作品の商品化は行われていない。ライブ映像については『Choose me♡ダーリン』『StylipS Anniversary Disc Step One!!』『NOVAレボリューション』『THE SUPERNOVA STRIKES』を参照。

#### 参加映像作品
- 咲-Saki-フェス 四角い宇宙でSquarePanic!（2013年3月6日）
- Animelo Summer Live 2012 -INFINITY∞-（2013年3月27日）
- OVAの中に1人、妹がいる!特典映像（2013年3月27日）
- Animelo Summer Live 2022 -Sparkle- DAY2（2023年3月29日）